# Alfabetul khmer
Alfabetul khmer sau scrierea khmeră (în khmeră: អក្សរខ្មែរ; pronunția numelui din khmeră: [ʔaʔsɑː kʰmaːe]) este abugidaul (alfasilabarul) folosit pentru scrierea limbii khmere (limba oficială din Cambodgia). El este de asemenea folosit și pentru scrierea liturghiei budiste din Cambodgia și Thailanda în limba pali.